# Nick Grinde
Nick Grinde, nato Harry A. Grinde (Madison, 12 gennaio 1893 – Los Angeles, 19 giugno 1979), è stato un regista e sceneggiatore statunitense.

## Filmografia parziale

### Regia
- Riders of the Dark (1928)
- Maschera nera, cavallo bianco  (Beyond the Sierras) (1928)
- Leo Beers: World Renowned Whistling Songster
- Fuzzy Knight and His Little Piano
- The Ponce Sisters
- Frances White – cortometraggio (1928)
- Johnny Marvin – cortometraggio (1928)
- Amore e guerra (Morgan's Last Raid) (1929)
- Il cavalcatore del deserto (The Desert Rider) (1929)
- The Bishop Murder Case, co-regia di David Burton (1930)
- Good News (1930)
- Wu Li Chang, co-regia di Carlos F. Borcosque (1931)
- La banda dei fantasmi (Remote Control), co-regia di Malcolm St. Clair (1930)
- The Devil's Cabaret – cortometraggio (1930)
- The Geography Lesson – cortometraggio (1930)
- This Modern Age (1931)
- Perfidia (Shopworn) (1932)
- Vanity Street (1932)
- Menu (1933)
- Vital Victuals (1934)
- No More West – cortometraggio (1934)
- The Ballad of Paducah Jail – cortometraggio (1934)
- Bum Voyage – cortometraggio (1934)
- Stone of Silver Creek (1935)
- Border Brigands (1935)
- Rivalità senza rivali (Ladies Crave Excitement) (1935)
- How to Sleep – cortometraggio (1935)
- The Great American Pie Company – cortometraggio (1935)
- La moglie del nemico pubblico (Public Enemy's Wife) (1936)
- Jailbreak (1936)
- The Captain's Kid (1936)
- Fugitive in the Sky (1936)
- Lucky Fugitives
- Under Southern Stars
- Public Wedding
- White Bondage
- Love Is on the Air (1937)
- Exiled to Shanghai
- Delinquent Parents
- Mis dos amores
- Down in 'Arkansaw'
- Federal Man-Hunt
- King of Chinatown
- Sudden Money
- Million Dollar Legs
- L'uomo che non poteva essere impiccato (The Man They Could Not Hang) (1939)
- A Woman Is the Judge
- Scandal Sheet (1938)
- Convicted Woman
- Uomini dalle nove vite (The Man with Nine Lives) (1940)
- Men Without Souls
- Girls of the Road
- Prima che mi impicchino (Before I Hang) (1940)
- Friendly Neighbors (1940)
- Mountain Moonlight (1941)
- The Girl from Alaska, co-regia di William Witney (1942
- Hitler - Dead or Alive (1943)
- Road to Alcatraz (1945)

## Aiuto regista
- L'uomo, la donna e il peccato (Man, Woman and Sin), regia di Monta Bell (1927)

### Sceneggiatura
- La divorziata (The Divorcee), regia di Robert Z. Leonard (1930)
- Nel paese delle meraviglie (Babes in Toyland), regia di Gus Meins e, non accreditato, Charley Rogers (1934)
- We've Never Been Licked, regia di John Rawlins (1943)